# جوزيف ريتر
جوزيف ريتر (بالإنجليزية: Joseph Ritter)‏ هو رئيس أساقفة أمريكي، ولد في 20 يوليو 1892 في مقاطعة فلويد في الولايات المتحدة، وتوفي في 10 يونيو 1967 في سانت لويس في الولايات المتحدة.

## روابط خارجية
- جوزيف ريتر على موقع مونزينجر (الألمانية)